# Arthur Helps

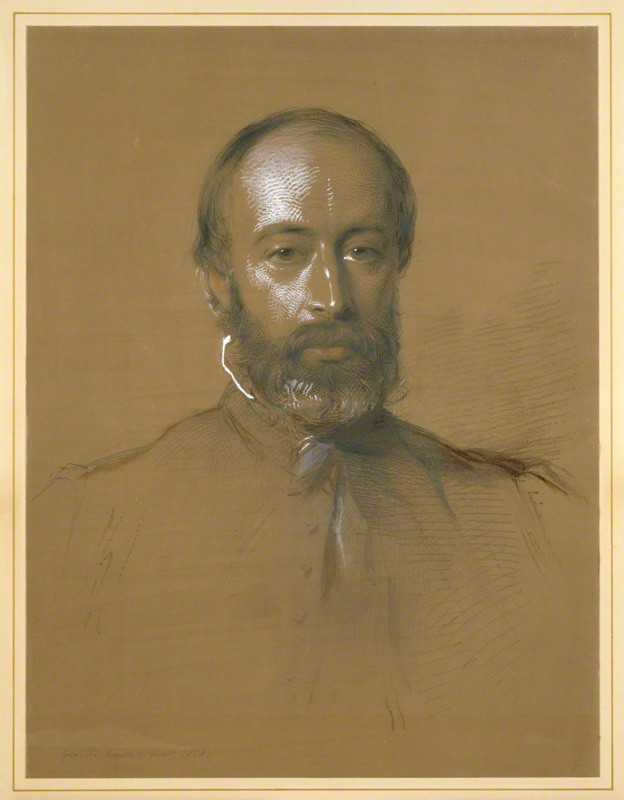
Sir Arthur Helps, KCB em 1858, por George Richmond

Arthur Helps, também conhecido como A. Helps (Streatham, 10 de julho de 1813 — Londres, 7 de março de 1875) foi um historiador inglês.

## Direitos dos animais
Helps foi um dos primeiros defensores dos direitos dos animais e estava preocupado com a crueldade contra os animais. Ele foi o autor de Some Talk About Animals and their Masters em 1873. O livro é notável por estender direitos até mesmo aos insetos. Edward Nicholson dedicou seu livro Rights of an Animal (1879) a Helps.

## Escritos
Seu primeiro esforço literário, Thoughts in the Cloister and the Crowd (1835), foi uma série de aforismos sobre a vida, o caráter, a política e os costumes. Um desses aforismos é citado por John Stuart Mill em On Liberty, Capítulo Dois: "O sono profundo da opinião decidida".
Seus Ensaios escritos em Intervalos de negócios apareceram em 1841, e suas Claims of Labour, an Essay on the Duties of the Employers to the Employed, em 1844. Duas peças, King Henry the Second, an Historical Drama, e Catherine Douglas, a Tragedy, publicada em 1843, não tem mérito particular. Nem nesses, nem em seu único outro esforço dramático, Oulita, o servo (1858), ele mostrou quaisquer qualificações reais como dramaturgo.
Helps possuía, no entanto, poder dramático suficiente para dar vida e individualidade aos diálogos com os quais animou muitos de seus outros livros. Em seus Friends in Council, a Series of Readings and Discourse thereon (1847-1859), Helps variou sua apresentação de problemas sociais e morais por diálogos entre personagens imaginários, que, sob os nomes de Milverton, Ellesmere e Dunsford, pareceram quase tão real para os leitores de Helps quanto certamente se tornaram para ele mesmo. O livro foi muito popular, e o mesmo expediente foi utilizado em Conversations on War and General Culture, publicado em 1871. Os oradores familiares, com outros acrescentados, também apareceram em seu Realmah (1868) e nas melhores obras posteriores de seu autor, Talk About Animals and Their Masters (1873).
Um longo ensaio sobre a escravidão na primeira série de Friends in Council foi posteriormente elaborado em um trabalho em dois volumes publicados em 1848 e 1852, intitulado The Conquerors of the New World and their Bondsmen. Helps foi à Espanha em 1847 para examinar os numerosos manuscritos relacionados ao assunto em Madri. Os frutos dessas pesquisas foram incorporados em um trabalho histórico baseado em seus Conquerors of the New World, e chamado he Spanish Conquest in America, and its Relation to the History of Slavery and the Government of Colonies (4 vols, 1855, 1857-1861). Mas, apesar de seus esforços escrupulosos para obter precisão, o sucesso do livro foi prejudicado por seu propósito moral intrusivo e seu caráter discursivo.
The Life of Las Casas, the Apostle of the Indians (1868), The Life of Columbus (1869), The Life of Pizarro (1869) e The Life of Hernando Cortrés (1871), quando extraídos da obra e publicados separadamente, provou ser um sucesso. Além dos livros já mencionados, ele escreveu: Organization in Daily Life, an Essay (1862), Casimir Maremma (1870), Brevia, Short Essays and Aphorisms (1871), Thoughts upon Government (1872), Life and Labors of Mr. Thomas Brassey (1872), Iras de Biron (1874), Social Pressure (1875).
Após a morte do Príncipe Albert, a Rainha Vitória recorreu a Helps para preparar uma apreciação da vida e do caráter de seu marido. Em sua introdução à coleção (1862) de discursos e discursos do Príncipe Consorte, Helps cumpriu adequadamente sua tarefa. Alguns anos depois, ele editou e escreveu um prefácio para as Queen's Leaves from a Journal of our Life in the Highlands (1868).